# هری کوکسون
هری کوکسون (انگلیسی: Harry Cookson; ۲۸ ژانویهٔ ۱۸۶۹ – ۲۷ مهٔ ۱۹۲۲) بازیکن فوتبال اهل پادشاهی متحد بریتانیای کبیر و ایرلند بود.
از باشگاه‌هایی که در آن بازی کرده‌است می‌توان به باشگاه فوتبال آکرینگتون، باشگاه فوتبال پورت ویل، و باشگاه فوتبال بلکپول اشاره کرد.